# Albert Roca
Albert Roca Pujol (Granollers, Barcelona, España, 20 de octubre de 1962) es un exfutbolista, preparador físico, profesor universitario, especialista en psicología deportiva y entrenador español. Actualmente es preparador físico del Fútbol Club Barcelona de la Primera División de España. 

## Introducción
Como futbolista, ocupó la posición de defensa central, donde jugó para numerosos clubes españoles. Debutó en 1982 con el Hospitalet; permaneció solamente una temporada y pasó al Sabadell, el cual estuvo la misma cantidad de tiempo. Posteriormente se integró al Deportivo Aragón por dos años y recaló de nuevo en el conjunto de los Saballuts en 1987. Seguidamente jugó para el Real Zaragoza y ganó una Copa del Rey. En 1988 llegó al Atlético Madrileño para conseguir el ascenso tras conquistar la Segunda División B de España. Finalmente, se retiró de manera definitiva con el Palamós en 1992.
En su profesión de entrenador, inició como asistente técnico en el Club Esportiu Europa en 1997. Obtuvo una Copa Cataluña y fue nombrado como el estratega principal al año siguiente. Luego siguió su trayectoria en el A.E.C. Manlleu y retomó su cargo de segundo entrenador en el año 2000, siendo esta vez en el Sabadell, equipo en el cual volvería al puesto de técnico en la siguiente temporada.
Su mayor estabilidad en el banquillo se llevó a cabo en el Fútbol Club Barcelona, desde junio de 2003 hasta mayo de 2008. En el equipo Azulgrana se desempeñó como el segundo entrenador del neerlandés Frank Rijkaard. En la temporada 2003-04, alcanzó ser subcampeón de la Primera División española, pero en el periodo de 2004-05 conquistó el título de liga. En agosto de 2005 fue acreedor de la Supercopa de España, y al año siguiente ganó nuevamente la competición nacional, además de la Liga de Campeones de la UEFA. Para la temporada 2006-07, fue partícipe de la obtención de la Supercopa de España y de los subcampeonatos en la Supercopa de Europa, Mundial de Clubes, así como en la liga española. En su última temporada, el equipo se quedó con el tercer lugar del torneo local, por lo que fue dimitido de su cargo, junto con el director técnico.
Luego de su salida del Barcelona, Albert continuó como el auxiliar de Rijkaard en el Galatasaray de Turquía. Ambos no pudieron lograr el campeonato de la Süper Lig 2009-10, ubicándose en el tercer lugar. En su estadía con el club, disputaron 67 partidos, 37 de ellos fueron de victoria, 15 en empates y la misma cantidad en derrotas, para un rendimiento de 55%. En octubre de 2010 salieron de la dirección técnica. Posteriormente se integraron a la Selección de Arabia Saudita en 2011 y permanecieron hasta el 2013. Roca desarrolló su carrera individual al ser asignado a la selección salvadoreña, tomando el cargo de primer entrenador. Dirigió 20 encuentros y enfrentó las competiciones de la Copa Centroamericana 2014 y la Copa de Oro de la Concacaf 2015.

## Trayectoria

### Como jugador
Albert Roca nació en Granollers, Barcelona. Debutó oficialmente en el Centre d'Esports L'Hospitalet en 1982, se desempeñó como defensor central y su trayectoria se llevó a cabo en diversos clubes de la región de Cataluña, la mayor parte en Segunda División. Con el Sabadell y Real Zaragoza logró participar en la máxima categoría, en los periodos de 1986 hasta 1988. Ganó una Copa del Rey con los Maños el 26 de abril de 1986. Luego jugó para el Atlético Madrileño en la Segunda División B y logró el ascenso tras ubicarse de primer lugar del grupo III en la temporada 1988-89. Su retiro se efectuó en 1992 en el Palamós Club de Futbol.

### Como entrenador

#### C.E. Europa
Inició su profesión en el Club Esportiu Europa en 1998, ocupando en primera instancia el puesto de segundo entrenador. Para la temporada 1998-99, fue asignado como el estratega principal del equipo y disputó la Tercera División, en la cual llegó a la promoción de ascenso, pero no logró el objetivo. En el club ganó dos veces consecutivas la Copa Cataluña, en 1997 como segundo entrenador y en 1998 como el director técnico.

#### A.E.C. Manlleu
Para la temporada 1999-2000 de la Tercera División, Roca fue el encargado de dirigir a su equipo en el Grupo V. Sin embargo, quedaron fuera de la zona de clasificación, y por consiguiente, del área de promoción. Con este resultado, el entrenador salió del equipo.

#### C. E. Sabadell F. C.
Albert regresó a su ocupación de segundo entrenador, a su vez en la de director técnico. Estuvo presente en la temporada 2001-02 y 2002-03 con el Sabadell en Segunda División B de España. En su primer año disputó 38 partidos, de los cuales ganó 13, empató 8 y perdió 11, para ubicar a su club en el 14° lugar con 46 puntos del grupo II, muy lejos de la zona de promoción al ascenso. Para el segundo año, los Arlequinados quedaron ubicados en el grupo III; Roca dirigió 38 juegos, en 16 oportunidades obtuvo la victoria, en 6 el empate y en 16 la derrota, para un puntaje de 54. Su conjunto acabó en el séptimo lugar, pero no les alcanzó para clasificar. Posteriormente, Albert dimitió de su cargo.

#### F. C. Barcelona
En 2003 llegó al Fútbol Club Barcelona para desempeñarse como el preparador físico del equipo y segundo entrenador del neerlandés Frank Rijkaard. Fueron presentados por el presidente Joan Laporta, con los objetivos claros de conseguir títulos. En la temporada 2003-04, ganó la Copa Cataluña y posteriormente el subcampeonato de la liga española. Volvió a triunfar en la Copa Cataluña 2004-05 y ganó el campeonato nacional. Albert Roca trabajó con jugadores destacados como Ronaldinho, Lionel Messi, Xavi Hernández, Daniel Alves, Puyol, Valdés, Eto'o, Iniesta, entre otros, tanto en el aspecto físico como en las indicaciones en los partidos. Seguidamente ganó la Supercopa de España 2005, la liga y la UEFA Champions League en París, la cual marcó el segundo título continental de los Blaugranas. Después alcanzó la Supercopa de España de 2006 tras vencer 0-4 al R. C. D. Espanyol y un subcampeonato en la Supercopa de Europa. En diciembre de ese año, se llevó a cabo el Mundial de Clubes de la FIFA en Japón. Su equipo fue instaurado en las semifinales del torneo, y derrotaron exitosamente al América de México con cifras de goleada 4-0, pero sufrieron una pérdida de 1-0 en la final frente al Internacional de Brasil, por lo que consiguieron el subcampeonato de la competición. Al finalizar la temporada 2006-07 de la Primera División, el club quedó de segundo lugar con el mismo puntaje que el Real Madrid (76), pero la diferencia de goles no les favoreció para sus aspiraciones. El 5 de junio de 2007, ganaron nuevamente la Copa Cataluña. En la liga española correspondiente a la temporada 2007-08, los Azulgranas no pudieron alcanzar el primer lugar, quedando de terceros con 67 puntos. Además, los últimos resultados que se presentaron, marcaron la salida de Rijkaard y Roca del Barcelona; el 8 de mayo de 2008, se confirmó oficialmente la destitución de ambos. Los años que trabajó le sirvieron a su metodología en cada entrenamiento. Desarrolló profesionalmente métodos de planificación, tendencias ideológicas, procesos, dinámica, microciclos y el aspecto psicológico de los jugadores en un equipo.

#### Galatasaray S.K.
El 5 de junio de 2009, el club Galatasaray de Turquía llegó a un acuerdo para la contratación de Roca y Rijkaard, para la temporada 2009-10. De igual manera que en el Barcelona, el neerlandés fue el primer entrenador y el español el segundo. En la liga disputaron 34 partidos, de los cuales en 19 veces obtuvieron la victoria, en 7 el empate y en 8 la derrota, mientras que sus dirigidos terminaron de tercer lugar con 64 puntos. El 20 de octubre de 2010, fueron rescindidos de sus ocupaciones debido a malos resultados en liga y a la eliminación en la cuarta ronda previa de la UEFA Europa League. Dejaron un balance de 67 partidos realizados, de ellos en 37 lograron el triunfo, en 15 la igualdad y en la misma cantidad en derrotas, para un rendimiento de 55,22%.

#### Selección de Arabia Saudita
El 24 de agosto de 2011, ambos se comprometieron con la Selección de Arabia Saudita para formar parte del banquillo. Asimismo, Roca ejerció su labor también como responsable de categorías inferiores. En la Eliminatoria al Mundial de Brasil, iniciaron en la segunda ronda y vencieron al conjunto de Hong Kong en los juegos de ida y vuelta, con marcadores de 3-0 y 0-5, respectivamente. Luego estuvieron en la tercera fase, la cual se desarrolló en el grupo D, junto con Australia, Omán y Tailandia, donde clasificaban los dos primeros lugares. Sus dirigidos alcanzaron el tercer puesto, quedando fuera de una oportunidad mundialista. El 16 de enero de 2013, debido a los malos resultados en la Copa de Naciones del Golfo, los dos exfutbolistas dejaron sus puestos con un rendimiento de 25,93%.

#### Selección de El Salvador
El 12 de mayo de 2014, Albert fue presentado, en conferencia de prensa, como el nuevo entrenador de la Selección de El Salvador, quien reemplazó a Alberto Agustín Castillo tras no renovar el contrato. El 4 de junio, debutó en el encuentro ante Costa de Marfil en el Estadio Toyota de Texas, Estados Unidos. Sin embargo, su inicio fue con derrota de 1-2. El segundo partido se desarrolló contra España en el FedExField de Landover, Maryland; el estratega acumuló su segunda pérdida consecutiva tras conseguir un 0-2. Su primera victoria se dio en el amistoso del 30 de agosto frente a República Dominicana, con resultado de 2-0. Posteriormente dirigió a los salvadoreños en la Copa Centroamericana; su equipo tuvo el balance de una derrota y dos triunfos en la fase de grupos, contra las selecciones de Guatemala, Honduras y Belice, respectivamente. De esta manera, clasificó para disputar el partido por el tercer lugar de la competición. El 13 de septiembre, en Los Angeles Memorial Coliseum, se dio este cotejo ante Panamá; el marcador finalizó con derrota de 0-1, quedándose con el cuarto puesto. Seguidamente tuvo ocho partidos amistosos entre octubre de 2014 y junio del año siguiente, con seis pérdidas, un empate y una victoria. El 11 de junio se inauguró la segunda ronda de la Eliminatoria hacia Rusia 2018, en la cual la Selecta disputó los juegos de ida y vuelta ante San Cristóbal y Nieves; el resultado de visita terminó empatado a dos tantos, y de local logró el avance a la tercera fase tras vencer 4-1. Su segundo torneo oficial fue la Copa de Oro de la Concacaf 2015, en la cual su selección fue sorteada en el grupo B, con Canadá, Costa Rica y Jamaica. El 8 de julio debutó en el torneo continental frente a los canadienses; el empate sin goles prevaleció en el partido. Tres días después, sus dirigidos obtuvieron un empate 1-1 ante los costarricenses al minuto 92', para continuar con sus aspiraciones de avanzar. Sin embargo, la derrota de 1-0 contra los jamaiquinos, repercutió en la eliminación de la Cuscatlecos, ya que el puntaje obtenido no fue el suficiente para ubicarse entre los mejores terceros. El 18 de julio, Roca renunció de la dirección técnica por decisiones personales, dejando 20 juegos de participación, 5 triunfos, 4 empates y 11 derrotas, con un rendimiento de 25%.

#### Hyderabad Football Club
En 2016 se convirtió en entrenador del Bengaluru FC  de la I-League. El español convirtió a Bengaluru en el primer club indio en alcanzar una final de la AFC Cup (segunda competición de clubes más importante de Asia), en la cual cayó frente al Al-Quwa Al-Jawiya, campeón en tres de las cuatro últimas ediciones. Además, conquistó una Copa Federación (2017) y una Supercopa (2018) junto a otros españoles como los asistentes Marc Huguet y Carles Cuadrat, el preparador físico Mikel Guillem, el entrenador de porteros Edu Gasol o Senén Fernández, fisioterapeuta. En verano de 2018 dejó Bengaluru por “motivos personales”.
El 12 de enero de 2020 se hace oficial su contratación como entrenador a partir de la siguiente temporada Hyderabad Football Club de la I-League. Mientras asesoraría al cuerpo técnico que ocupaba el último puesto de la clasificación, hasta asumir el puesto como entrenador principal en verano de 2020.

#### FC Barcelona
En agosto de 2020, dejó su puesto como entrenador del Hyderabad Football Club de la Superliga de India, para incorporarse como preparador físico al cuerpo técnico de Ronald Koeman en el FC Barcelona.

## Clubes

### Como jugador
| Club                    | País   | Año                     | Categoría                           |
| ----------------------- | ------ | ----------------------- | ----------------------------------- |
| C.E.L' Hospitalet       | España | 1982 - 1983             | Segunda División B                  |
| C. E. Sabadell F. C.    | España | 1983 - 1984             | Segunda División B                  |
| Deportivo Aragón        | España | 1984 - 1985 1985 - 1986 | Segunda División B Segunda División |
| C. E. Sabadell F. C.    | España | 1986 - 1987             | Primera División                    |
| Real Zaragoza           | España | 1987 - 1988             | Primera División                    |
| Atlético Madrileño C.F. | España | 1988 - 1989 1989 - 1990 | Segunda División B Segunda División |
| Palamós C.F.            | España | 1990 - 1992             | Segunda División                    |

### Como entrenador
| Club                        | País           | Año                     | Ocupación                            |
| --------------------------- | -------------- | ----------------------- | ------------------------------------ |
| C.E. Europa                 | España         | 1997 - 1998 1998 - 1999 | Segundo entrenador Primer entrenador |
| A.E.C. Manlleu              | España         | 1999 - 2000             | Primer entrenador                    |
| C. E. Sabadell F. C.        | España         | 2001 - 2003             | Segundo entrenador Primer entrenador |
| F. C. Barcelona             | España         | 2003 - 2008             | Segundo entrenador Preparador físico |
| Galatasaray S.K.            | Turquía        | 2009 - 2010             | Segundo entrenador                   |
| Selección de Arabia Saudita | Arabia Saudita | 2011 - 2013             | Segundo entrenador                   |
| Selección de El Salvador    | El Salvador    | 2014 - 2015             | Primer entrenador                    |
| Bengaluru FC                | India          | 2016 - 2018             | Primer entrenador                    |
| Hyderabad Football Club     | India          | 2020                    | Director técnico                     |
| F. C. Barcelona             | España         | 2020 - Actualidad       | Preparador físico                    |

## Vida privada
Albert Roca habla inglés, español, francés, portugués, italiano y catalán. Es entrenador con licencia UEFA Pro, profesor de teoría y práctica del entrenamiento en la Universidad Blanquerna de Barcelona, profesor universitario en Ciencias de la Actividad Física y Deportiva, preparador físico, Máster en Alto Rendimiento, especialista en Psicología deportiva y tiene un postgrado en readaptación al esfuerzo.

## Estadísticas

### Como entrenador

#### Rendimiento
| A.E.C. Manlleu              | España         | 29/08/1999 | 25/06/2000 | 38  | 11  | 7   | 20  | 28.95 |
| C. E. Sabadell F. C.        | España         | 01/09/2001 | 18/05/2003 | 76  | 29  | 13  | 34  | 38.16 |
| F. C. Barcelona             | España         | 24/06/2003 | 08/05/2008 | 273 | 160 | 63  | 50  | 58.61 |
| Galatasaray S.K.            | Turquía        | 05/06/2009 | 20/10/2010 | 67  | 37  | 15  | 15  | 55.22 |
| Selección de Arabia Saudita | Arabia Saudita | 24/08/2011 | 16/01/2013 | 27  | 7   | 9   | 11  | 25.93 |
| Selección de El Salvador    | El Salvador    | 12/05/2014 | 18/07/2015 | 20  | 5   | 4   | 11  | 25    |
| Total                       | Total          | Total      | Total      | 501 | 249 | 111 | 141 | 49.7  |

- No se incluyen datos de la Tercera División de España con el C.E. Europa, en las temporadas 1997-98 y 1998-99.
- Con el C. E. Sabadell F. C. ejerció su labor tanto de segundo entrenador como de director técnico.
- Con el F. C. Barcelona se desempeñó como segundo entrenador y preparador físico. Se incluyen partidos de distintas competiciones: Primera División de España, Copa del Rey, UEFA Champions League, Supercopa de Europa, Supercopa de España y Mundial de Clubes. No se tomaron en cuenta juegos de carácter amistoso.
- En la Selección de Arabia Saudita trabajó como segundo entrenador. Disputó la Eliminatoria al Mundial 2014 y la Copa de Naciones del Golfo de 2013.
- En la Selección de El Salvador enfrentó la Copa Centroamericana 2014, la segunda ronda de la Eliminatoria hacia Rusia 2018 y la Copa de Oro de la Concacaf 2015.

#### Resumen estadístico detallado por competencia
| Torneo                       | Partidos |
| ---------------------------- | -------- |
| Primera División de España   | 190      |
| Segunda División B de España | 76       |
| Tercera División de España   | 120      |
| Süper Lig                    | 42       |
| Copa del Rey                 | 29       |
| Türkiye Kupası               | 7        |
| Supercopa de España          | 4        |
| Liga de Campeones            | 41       |
| Liga Europa de la UEFA       | 16       |
| Supercopa de Europa          | 1        |
| Mundial de Clubes            | 2        |
| Copa de Naciones del Golfo   | 3        |
| Copa Centroamericana         | 4        |
| Copa Oro de la Concacaf      | 3        |
| Total                        | 538      |

- Únicamente fue el primer entrenador en las competiciones de la Tercera División de España en las temporadas 1998-1999 y 1999-2000, además en la Segunda División B de ese país en los periodos de 2001-2002 y 2002-2003. A nivel de selección dirigió solamente en los torneos de la Copa Centroamericana 2014 y la Copa Oro de la Concacaf 2015 con El Salvador.
- En el resto de las competencias se mantuvo como el segundo entrenador. En sus años con el Barcelona, Roca además de ser asistente técnico, también fue el preparador físico del equipo.

#### Encuentros dirigidos con la Selección de El Salvador
| 1  | Toyota Stadium, Texas, Estados Unidos                     | Costa de Marfil        | 4 de junio de 2014       | 1 - 2 | Amistoso internacional  |
| 2  | FedExField, Maryland, Estados Unidos                      | España                 | 7 de junio de 2014       | 0 - 2 | Amistoso internacional  |
| 3  | Estadio Cuscatlán, San Salvador, El Salvador              | República Dominicana   | 30 de agosto de 2014     | 2 - 0 | Amistoso internacional  |
| 4  | R.F.K. Stadium, Washington D.C, Estados Unidos            | Guatemala              | 3 de septiembre de 2014  | 1 - 2 | Copa Centroamericana    |
| 5  | Estadio Cotton Bowl, Texas, Estados Unidos                | Honduras               | 7 de septiembre de 2014  | 0 - 1 | Copa Centroamericana    |
| 6  | BBVA Compass Stadium, Texas, Estados Unidos               | Belice                 | 10 de septiembre de 2014 | 2 - 0 | Copa Centroamericana    |
| 7  | L.A. Memorial Coliseum, California, Estados Unidos        | Panamá                 | 13 de septiembre de 2014 | 0 - 1 | Copa Centroamericana    |
| 8  | Red Bull Arena, Nueva Jersey, Estados Unidos              | Colombia               | 10 de octubre de 2014    | 3 - 0 | Amistoso internacional  |
| 9  | Red Bull Arena, Nueva Jersey, Estados Unidos              | Ecuador                | 14 de octubre de 2014    | 1 - 5 | Amistoso internacional  |
| 10 | Estadio Cuscatlán, San Salvador, El Salvador              | Panamá                 | 14 de noviembre de 2014  | 1 - 3 | Amistoso internacional  |
| 11 | Estadio Nacional, Managua, Nicaragua                      | Nicaragua              | 18 de noviembre de 2014  | 0 - 2 | Amistoso internacional  |
| 12 | FedExField, Maryland, Estados Unidos                      | Argentina              | 28 de marzo de 2015      | 0 - 2 | Amistoso internacional  |
| 13 | StubHub Center, California, Estados Unidos                | Guatemala              | 31 de marzo de 2015      | 0 - 0 | Amistoso internacional  |
| 14 | R.F.K. Stadium, Washington D.C, Estados Unidos            | Honduras               | 31 de mayo de 2015       | 2 - 0 | Amistoso internacional  |
| 15 | Estadio Sausalito, Viña del Mar, Chile                    | Chile                  | 5 de junio de 2015       | 1 - 0 | Amistoso internacional  |
| 16 | W.P. Sporting Complex, Basseterre, San Cristóbal y Nieves | San Cristóbal y Nieves | 11 de junio de 2015      | 2 - 2 | Eliminatoria Rusia 2018 |
| 17 | Estadio Cuscatlán, San Salvador, El Salvador              | San Cristóbal y Nieves | 16 de junio de 2015      | 4 - 1 | Eliminatoria Rusia 2018 |
| 18 | StubHub Center, California, Estados Unidos                | Canadá                 | 8 de julio de 2015       | 0 - 0 | Copa de Oro             |
| 19 | BBVA Compass Stadium, Texas, Estados Unidos               | Costa Rica             | 11 de julio de 2015      | 1 - 1 | Copa de Oro             |
| 20 | BMO Field, Toronto, Ontario, Canadá                       | Jamaica                | 14 de julio de 2015      | 1 - 0 | Copa de Oro             |

## Palmarés

### Como jugador

#### Campeonatos nacionales
| Título             | Equipo                  | País   | Año  |
| ------------------ | ----------------------- | ------ | ---- |
| Copa del Rey       | Real Zaragoza           | España | 1986 |
| Segunda División B | Atlético Madrileño C.F. | España | 1989 |

### Como entrenador

#### Campeonatos nacionales
| Título              | Equipo                               | País   | Año  |
| ------------------- | ------------------------------------ | ------ | ---- |
| Primera División    | F. C. Barcelona (Segundo entrenador) | España | 2005 |
| Supercopa de España | F. C. Barcelona (Segundo entrenador) | España | 2005 |
| Primera División    | F. C. Barcelona (Segundo entrenador) | España | 2006 |
| Supercopa de España | F. C. Barcelona (Segundo entrenador) | España | 2006 |

#### Campeonatos internacionales
| Título                | Equipo                               | Sede  | Año  |
| --------------------- | ------------------------------------ | ----- | ---- |
| UEFA Champions League | F. C. Barcelona (Segundo entrenador) | París | 2006 |

#### Campeonatos regionales
| Título        | Equipo                               | Región   | Año  |
| ------------- | ------------------------------------ | -------- | ---- |
| Copa Cataluña | C.E. Europa (Segundo entrenador)     | Cataluña | 1997 |
| Copa Cataluña | C.E. Europa                          | Cataluña | 1998 |
| Copa Cataluña | F. C. Barcelona (Segundo entrenador) | Cataluña | 2003 |
| Copa Cataluña | F. C. Barcelona (Segundo entrenador) | Cataluña | 2004 |
| Copa Cataluña | F. C. Barcelona (Segundo entrenador) | Cataluña | 2007 |